# 글라디우스
글라디우스(Gladius)는 고대 로마시대 당시에 로마 군인들이 사용한 검으로 길이 약 60cm, 무게 약 1kg의 도검이다. 원래 초창기 로마 병사들의 검은 그리스의 크시포스처럼 보다 길고 한쪽에만 날이 존재하는 것이었으나, 히스파니아를 정복하면서 켈티베리아인들이 사용하던 양날의 도검과 유사한 구조로 무기를 개편하였는데, 이로 인하여 이 검은 '히스파니아형 글라디우스'(라틴어: gladius hispaniensis 글라디우스 히스파니엔시스[*])라는 별칭으로 불리게 되었고, 이후 로마 군단병들의 대표적인 주무기가 되었다.

## 같이 보기
- 철기 시대의 도검